# Monika Waksmundzka-Hajnos
Monika Ewa Waksmundzka-Hajnos (ur. 23 maja 1950 w Lublinie) – polska chemiczka, profesor nauk farmaceutycznych. 

## Życiorys
Uczęszczała do 7-klasowej Szkoły Muzycznej I stopnia w Lublinie, a następnie do V LO im. M. Skłodowskiej-Curie przy ul. Lipowej. Po studiach rozpoczęła pracę na Akademii Medycznej w Lublinie, gdzie obroniła doktorat pod kierunkiem prof. dr hab. Edwarda Soczewińskiego na podstawie rozprawy Optymalizacja układów chromatograficznych z fazami odwróconymi. Kontynuując badania nad procesami chromatograficznymi habilitowała się na podstawie rozprawy Układy chromatograficzne o różnej selektywności i ich zastosowanie do analizy i izolacji związków aktywnych biologicznie. Od utworzenia w 2003 roku Zakładu Chemii Nieorganicznej Katedry Chemii pełniła funkcję jego kierownika, do przejścia na emeryturę w 2022 roku. Była też prodziekanem Wydziału Farmaceutycznego z Oddziałem Analityki Medycznej.

## Działalność naukowa
Zainteresowania naukowe koncentrują się wokół procesów chromatograficznych i ich zastosowania w analizie leków oraz analizie fitochemicznej. Jest autorką 174 recenzowanych artykułów naukowych w czasopismach z listy filadelfijskiej, współautorką licznych rozdziałów książkowych (m.in. w kilkukrotnie wznawianym podręczniku chemii analitycznej pod red. prof. Ryszarda Kocjana), jak również współredaktorką obszernych monografii dotyczących: chromatografii cienkowarstwowej w analizie leków, badań fitochemicznych tą techniką, jak również badań fitochemicznych wysokosprawną chromatografią cieczową. Wchodzi w skład Komitetu Chemii Analitycznej PAN jako przewodnicząca Zespołu Analizy Farmaceutycznej, Biomedycznej i Produktów Naturalnych.

## Życie prywatne
Jest córką prof. Andrzeja Waksmundzkiego (chemika), siostrzenicą Stefana Banacha oraz żoną prof. Mieczysława Hajnosa. Jej syn, dr Michał Hajnos, jest patronem lokalnego stowarzyszenia kulturalnego. 
Działa w Związku Podhalan, wydała książkę ze wspomnieniami dotyczącą miejscowości Ostrowsko u podnóża Gorców, z którą jest związana od dzieciństwa.

## Odznaczenia
- Złoty Krzyż Zasługi (2005)[16]